# That Metal Show
That Metal Show fue un talk show estadounidense presentado y dirigido por el periodista Eddie Trunk, con la colaboración de Jim Florentine y Don Jamieson.
En Estados Unidos se estrenó en la cadena VH1 Classic (perteneciente a MTV), el 15 de noviembre de 2008 y, en Hispanoamérica, inició la emisión en enero de 2010 a través de VH1 Latinoamérica.
El programa consiste principalmente en discusiones sobre los géneros musicales de hard rock y heavy metal, tanto del pasado como del presente. El show se divide en secciones. En unos, se comentan y se realizan debates entre los tres anfitriones y su invitado especial. En otros, realizan entrevistas con músicos de los géneros musicales mencionados.

## Secciones del show
Stump the trunk
Stump the trunk o Pisar a Trunk. Es sabido que Eddie Trunk no es el más carismático o el más gracioso; pero es el que supuestamente sabe algo más. Así que las personas del público le hacen preguntas (generalmente de 4 a 5 preguntas), y si Eddie no sabe la respuesta, la persona que formuló la pregunta recibirá un regalo de la caja de Eddie, en donde ahí constan CD y DVD de metal extremo entre otras. Desde la segunda temporada la caja es entregada por una chica, primero fue Keri Leigh "Tucker" y más tarde, Jennifer "Tucker", tras el fallecimiento de la primera.
Pick of the week
Pick of the week o Elección de la semana. Se habla sobre alguna novedad entre las bandas del heavy metal y hard rock. Pueden ser giras, conciertos, pero, por lo general discuten sobre los nuevos álbumes de las bandas favoritas de los conductores.
Throwdown
Throwdown o Cuenta regresiva. Aquí es donde los anfitriones e invitados debaten grandes momentos y figuras en la historia del metal en menos de dos minutos.
Whatever happened to...?
Whatever happened to...? o Que paso con...? En este momento los anfitriones responden los mensajes de correo electrónico del público. Las personas que envían el correo quieren saber que es lo que ha pasado con algunos artistas del género, si harán giras, nuevos álbumes, etc. Algunos correos tienen una posdata diciendo cosas sobre los anfitriones, especialmente de Jim Florentine.
Momento extra o broma
Este momento no aparece en todos los episodios. Son bromas transmitidas en el show pero filmadas anteriormente, donde los que elaboran la broma son Don Jamieson y Jim Florentine (considerando que Jim Florentine es comediante). También hay entrevistas.

## Temporadas
| Temporada | Episodios    | Primera emisión en EUA  | Última emisión en EUA    |
| --------- | ------------ | ----------------------- | ------------------------ |
| 1         | 7 (1/7)      | 15 de noviembre de 2008 | 27 de diciembre de 2008  |
| 2         | 8 (8/15)     | 7 de marzo de 2009      | 25 de abril de 2009      |
| 3         | 9 (16/24)    | 3 de octubre de 2009    | 28 de noviembre de 2009  |
| 4         | 10 (25/34)   | 6 de febrero de 2010    | 24 de abril de 2010      |
| 5         | 9 (35/43)    | 8 de mayo de 2010       | 17 de julio de 2010      |
| 6         | 9 (44/52)    | 16 de octubre de 2010   | 11 de diciembre de 2010  |
| 7         | 8 (53/60)    | 19 de marzo de 2011     | 7 de mayo de 2011        |
| 8         | 10 (61/70)   | 20 de agosto de 2011    | 22 de octubre de 2011    |
| 9         | 9 (71/79)    | 11 de noviembre de 2011 | 14 de enero de 2012      |
| 10        | 8 (80/87)    | 31 de marzo de 2012     | 19 de mayo de 2012       |
| 11        | 8 (88/95)    | 21 de julio de 2012     | 29 de septiembre de 2012 |
| 12        | 8 (96/103)   | 1 de junio de 2013      | 20 de julio de 2013      |
| 13        | 12 (104/115) | 18 de enero de 2014     | 5 de abril de 2014       |
| 14        | 12 (116/127) | 21 de febrero de 2015   | 9 de mayo de 2015        |

### Temporada 1: 2008
| N.º en serie | N.º en temporada | Título             | Invitado/s                  | Fecha de estreno        |
| ------------ | ---------------- | ------------------ | --------------------------- | ----------------------- |
| 1            | 1                | «Lita Ford»        | Lita Ford                   | 15 de noviembre de 2008 |
| 2            | 2                | «Yngwie Malmsteen» | Yngwie Malmsteen            | 22 de noviembre de 2008 |
| 3            | 3                | «Twisted Sister»   | Dee Snider & Jay Jay French | 29 de noviembre de 2008 |
| 4            | 4                | «Mike Portnoy»     | Mike Portnoy                | 6 de diciembre de 2008  |
| 5            | 5                | «Mike Piazza»      | Mike Piazza                 | 13 de diciembre de 2008 |
| 6            | 6                | «Ace Frehley»      | Ace Frehley                 | 20 de diciembre de 2008 |
| 7            | 7                | «Rush»             | Geddy Lee & Alex Lifeson    | 27 de diciembre de 2008 |

### Temporada 2: 2009
| N.º en serie | N.º en temporada | Título            | Invitado/s                       | Fecha de estreno    |
| ------------ | ---------------- | ----------------- | -------------------------------- | ------------------- |
| 8            | 1                | «Vinnie Paul»     | Vinnie Paul                      | 7 de marzo de 2009  |
| 9            | 2                | «Frank Bello»     | Frank Bello                      | 14 de marzo de 2009 |
| 10           | 3                | «Extreme»         | Nuno Bettencourt & Gary Cherone  | 21 de marzo de 2009 |
| 11           | 4                | «Anvil»           | Steve "Lips" Kudlow & Rob Reiner | 28 de marzo de 2009 |
| 12           | 5                | «Duff McKagan»    | Duff McKagan                     | 4 de abril de 2009  |
| 13           | 6                | «Geoff Tate»      | Geoff Tate                       | 11 de abril de 2009 |
| 14           | 7                | «Scott Gorham»    | Scott Gorham                     | 18 de abril de 2009 |
| 15           | 8                | «Heaven and Hell» | Ronnie James Dio & Geezer Butler | 27 de abril de 2009 |

### Temporada 3: 2009
| N.º en serie | N.º en temporada | Título                  | Invitado/s                                          | Fecha de estreno        |
| ------------ | ---------------- | ----------------------- | --------------------------------------------------- | ----------------------- |
| 16           | 1                | «Anvil & Sacha Gervasi» | Steve "Lips" Kudlow, Rob Reiner, G5 & Sacha Gervasi | 3 de octubre de 2009    |
| 17           | 2                | «Rob Halford»           | Rob Halford                                         | 100 de octubre de 2009  |
| 18           | 3                | «Chris Jericho»         | Chris Jericho                                       | 17 de octubre de 2009   |
| 19           | 4                | «Overkill»              | Bobby Blitz & D.D. Verni                            | 24 de octubre de 2009   |
| 20           | 5                | «Blackie Lawless»       | Blackie Lawless                                     | 31 de octubre de 2009   |
| 21           | 6                | «Steve Vai»             | Steve Vai                                           | 7 de noviembre de 2009  |
| 22           | 7                | «Jamey Jasta»           | Jamey Jasta                                         | 14 de noviembre de 2009 |
| 23           | 8                | «Ratt»                  | Stephen Pearcy & Warren DeMartini                   | 21 de noviembre de 2009 |
| 24           | 9                | «Peter Criss»           | Peter Criss                                         | 28 de noviembre de 2009 |

### Temporada 4: 2010
| N.º en serie | N.º en temporada | Título                   | Invitado/s                    | Fecha de estreno      |
| ------------ | ---------------- | ------------------------ | ----------------------------- | --------------------- |
| 25           | 1                | «Dave Mustaine»          | Dave Mustaine                 | 6 de febrero de 2010  |
| 26           | 2                | «Joey Kramer»            | Joey Kramer                   | 13 de febrero de 2010 |
| 27           | 3                | «Accept»                 | Wolf Hoffmann & Mark Tornillo | 20 de febrero de 2010 |
| 28           | 4                | «Joe Lynn Turner»        | Joe Lynn Turner               | 27 de febrero de 2010 |
| 29           | 5                | «Scott Ian & Pearl Aday» | Scott Ian & Pearl Aday        | 13 de marzo de 2010   |
| 30           | 6                | «Steve Vai»              | Steve Vai                     | 20 de marzo de 2010   |
| 31           | 7                | «Brian Posehn»           | Brian Posehn                  | 27 de marzo de 2010   |
| 32           | 8                | «Winger»                 | Kip Winger & Reb Beach        | 3 de abril de 2010    |
| 33           | 9                | «Joe Satriani»           | Joe Satriani                  | 17 de abril de 2010   |
| 34           | 10               | «Scrap Metal»            | Ninguno                       | 24 de abril de 2010   |

### Temporada 5: 2010
| N.º en serie | N.º en temporada | Título                       | Invitado/s                 | Fecha de estreno    |
| ------------ | ---------------- | ---------------------------- | -------------------------- | ------------------- |
| 35           | 1                | «Lemmy Kilmister»            | Lemmy Kilmister            | 8 de mayo de 2010   |
| 36           | 2                | «Zakk Wylde»                 | Zakk Wylde                 | 15 de mayo de 2010  |
| 37           | 3                | «Rob Halford»                | Rob Halford                | 22 de mayo de 2010  |
| 38           | 4                | «Steven Adler & Chip Z'Nuff» | Steven Adler & Chip Z'Nuff | 5 de junio de 2010  |
| 39           | 5                | «Alice Cooper»               | Alice Cooper               | 12 de junio de 2010 |
| 40           | 6                | «Rob Zombie»                 | Rob Zombie                 | 19 de junio de 2010 |
| 41           | 7                | «Dokken»                     | Don Dokken & George Lynch  | 26 de junio de 2010 |
| 42           | 8                | «Slayer»                     | Kerry King & Dave Lombardo | 10 de julio de 2010 |
| 43           | 9                | «Scrap Metal»                | Ninguno                    | 17 de julio de 2010 |

### Temporada 6: 2010
| N.º en serie | N.º en temporada | Título                                     | Invitado/s                                                                      | Músico invitado | Fecha de estreno        |
| ------------ | ---------------- | ------------------------------------------ | ------------------------------------------------------------------------------- | --------------- | ----------------------- |
| 44           | 1                | «Tributo a Ronnie James Dio»               | Geezer Butler, Vinny Appice, Wendy Dio, Simon Wright, Rob Halford & Tom Morello | Craig Goldy     | 16 de octubre de 2010   |
| 45           | 2                | «Michael Anthony/Kip Winger/Carrie Keagan» | Michael Anthony, Kip Winger & Carrie Keagan                                     | Tracii Guns     | 23 de octubre de 2010   |
| 46           | 3                | «Philip Anselmo & Bruce Kulick»            | Philip Anselmo & Bruce Kulick                                                   | George Lynch    | 30 de octubre de 2010   |
| 47           | 4                | «Phil Collen & Frankie Banali»             | Phil Collen & Frankie Banali                                                    | Richie Kotzen   | 6 de noviembre de 2010  |
| 48           | 5                | «Tesla & Chuck Billy»                      | Jeff Keith, Frank Hannon & Chuck Billy                                          | Tracii Guns     | 13 de noviembre de 2010 |
| 49           | 6                | «Bill Ward & Glenn Danzig»                 | Bill Ward & Glenn Danzig                                                        | Richie Kotzen   | 20 de noviembre de 2010 |
| 50           | 7                | «Jason Bonham & Rikki Rocket»              | Jason Bonham & Rikki Rocket                                                     | Craig Goldy     | 26 de noviembre de 2010 |
| 51           | 8                | «Slash & Myles Kennedy»                    | Slash & Myles Kennedy                                                           | George Lynch    | 4 de diciembre de 2010  |
| 52           | 9                | «Scrap Metal»                              | Ninguno                                                                         | Ninguno         | 11 de diciembre de 2010 |

### Temporada 7: 2011
| N.º en serie | N.º en temporada | Título                                | Invitados/s                                       | Músico invitado | Fecha de estreno    |
| ------------ | ---------------- | ------------------------------------- | ------------------------------------------------- | --------------- | ------------------- |
| 53           | 1                | «Kirk Hammet & Uli Jon Roth»          | Kirk Hammett & Uli Jon Roth                       | Doug Aldrich    | 19 de marzo de 2011 |
| 54           | 2                | «Ace Frehley & Billy Sheehan»         | Ace Frehley & Billy Sheehan                       | Gilby Clarke    | 26 de marzo de 2011 |
| 55           | 3                | «David Coverdale & Lita Ford»         | David Coverdale & Lita Ford                       | Doug Aldrich    | 2 de abril de 2011  |
| 56           | 4                | «Chris Jericho & Yngwie Malmsteen»    | Chris Jericho & Yngwie Malmsteen                  | Gilby Clarke    | 9 de abril de 2011  |
| 57           | 5                | «Duff McKagan & Glenn Hughes»         | Duff McKagan & Glenn Hughes                       | Billy Sheehan   | 16 de abril de 2011 |
| 58           | 6                | «Matt Sorum/Cherie Currie/Jim Norton» | Matt Sorum, Cherie Curie & Jim Norton             | Paul Gilbert    | 23 de abril de 2011 |
| 59           | 7                | «Sebastian Bach & Anvil»              | Sebastian Bach, Steve "Lips" Kudlow & Robb Reiner | Paul Gilbert    | 30 de abril de 2011 |
| 60           | 8                | «Carmine Appice & Dave Meniketti»     | Carmine Appice & Dave Meniketti                   | Billy Sheehan   | 7 de mayo de 2011   |

### Temporada 8: 2011
| N.º en serie | N.º en temporada | Título                                | Invitado/s                              | Músico invitado | Fecha de estreno         |
| ------------ | ---------------- | ------------------------------------- | --------------------------------------- | --------------- | ------------------------ |
| 61           | 1                | «Tony Iommi»                          | Tony Iommi                              | Phil Collen     | 20 de agosto de 2011     |
| 62           | 2                | «Michael Sweet/Jani Lane/Taime Downe» | Michael Sweet, Jani Lane & Taime Downe  | Phil Collen     | 27 de agosto de 2011     |
| 63           | 3                | «Tom Morrello & Doug Pinnick»         | Tom Morrello & Doug Pinnick             | Tony Macalpine  | 3 de septiembre de 2011  |
| 64           | 4                | «Corey Taylor & Night Ranger»         | Corey Taylor, Jack Blades & Brad Gillis | Billy Sheehan   | 10 de septiembre de 2011 |
| 65           | 5                | «Anthrax & Dave Sabo»                 | Scott Ian, Charlie Benante & Dave Sabo  | Vinnie Moore    | 17 de septiembre de 2011 |
| 66           | 6                | «Sammy Hagar»                         | Sammy Hagar                             | Alex Skolnick   | 24 de septiembre de 2011 |
| 67           | 7                | «Stephen Pearcy & Tim "Ripper" Owens» | Stephen Pearcy & Tim "Ripper" Owens     | Billy Sheehan   | 1 de octubre de 2011     |
| 68           | 8                | «Mike Portnoy & John Sykes»           | Mike Portnoy & John Sykes               | Tony Macalpine  | 8 e octubre de 2011      |
| 69           | 9                | «Rick Nielsen & Graham Bonnet»        | Rick Nielsen & Graham Bonnet            | Vinnie Moore    | 15 de octubre de 2011    |
| 70           | 10               | «Lars Ulrich»                         | Lars Ulrich                             | Alex Skolnick   | 22 de octubre de 2011    |

### Temporada 9: 2011–12
| N.º en serie | N.º en temporada | Título                               | Invitado/s                               | Músico invitado  | Fecha de estreno        |
| ------------ | ---------------- | ------------------------------------ | ---------------------------------------- | ---------------- | ----------------------- |
| 71           | 1                | «Axl Rose Special»                   | Axl Rose & DJ Ashba                      | Ninguno          | 12 de noviembre de 2011 |
| 72           | 2                | «Slash & Sam Dunn»                   | Slash & Sam Dunn                         | Glenn Hughes     | 19 de noviembre de 2011 |
| 73           | 3                | «Brian Johnson»                      | Brian Johnson                            | Warren DeMartini | 26 de noviembre de 2011 |
| 74           | 4                | «Dave Mustaine & Kill Devil Hill»    | Dave Mustaine, Vinnie Appice & Rex Brown | Warren DeMartini | 3 de diciembre de 2011  |
| 75           | 5                | «Marilyn Manson & Biff Byford»       | Marilyn Manson & Biff Byford             | Chris Broderick  | 10 de diciembre de 2011 |
| 76           | 6                | «Sully Erna & Jesse James Dupree»    | Sully Erna & Jesse James Dupree          | Glenn Hughes     | 17 de diciembre de 2011 |
| 77           | 7                | «Tracii Guns & Michael Monroe»       | Tracii Guns & Michael Monroe             | John 5           | 31 de diciembre de 2011 |
| 78           | 8                | «Paul Rodgers & Buckcherry»          | Paul Rodgers, Josh Todd & Keith Nelson   | John 5           | 7 de enero de 2012      |
| 79           | 9                | «Herman Rarebell & Andrew Dice Clay» | Herman Rarebell & Andrew Dice Clay       | Chris Broderick  | 14 de enero de 2012     |

### Temporada 10: 2012
| N.º en serie | N.º en temporada | Título                             | Invitado/s                                  | Músico invitado  | Fecha de estreno    |
| ------------ | ---------------- | ---------------------------------- | ------------------------------------------- | ---------------- | ------------------- |
| 80           | 1                | «Lars Ulrich & Robb Flynn»         | Lars Ulrich & Robb Flynn                    | Mike Portnoy     | 31 de marzo de 2012 |
| 81           | 2                | «Alice Cooper & Jack Russell»      | Alice Cooper & Jack Russell                 | Brian Tichy      | 7 de abril de 2012  |
| 82           | 3                | «T&N»                              | George Lynch, Jeff Pilson & Mick Brown      | Brian Tichy      | 14 de abril de 2012 |
| 83           | 4                | «Adrian Smith»                     | Adrian Smith                                | Michael Schenker | 21 de abril de 2010 |
| 84           | 5                | «Lemmy Kilmister & Warrant»        | Lemmy Kilmister, Jerry Dixon & Robert Mason | Michael Schenker | 28 de abril de 2012 |
| 85           | 6                | «Michael Schenker & Mike McCready» | Michael Schenker & Mike McCready            | Frank Hannon     | 2 de mayo de 2012   |
| 86           | 7                | «The Cult & Doro»                  | Ian Astbury, Billy Duffy & Doro             | Frank Hannon     | 12 de mayo de 2012  |
| 87           | 8                | «Vinnie Paul & Styx»               | Vinnie Paul, Tommy Shaw & James Young       | Steve Stevens    | 19 de mayo de 2012  |

### Temporada 11: 2012
| N.º en serie | N.º en temporada | Título                           | Invitado/s                                  | Músico invitado | Fecha de estreno         |
| ------------ | ---------------- | -------------------------------- | ------------------------------------------- | --------------- | ------------------------ |
| 88           | 1                | «David Draiman & Adrenaline Mob» | David Draiman, Russell Allen & Mike Orlando | Mike Portnoy    | 21 de julio de 2012      |
| 89           | 2                | «Bobby Blotzer & L.A. Guns»      | Bobby Blotzer, Steve Riley & Phil Lewis     | Steve Stevens   | 18 de agosto de 2012     |
| 90           | 3                | «Geoff Tate & Zakk Wylde»        | Geoff Tate & Zakk Wylde                     | George Lynch    | 25 de agosto de 2012     |
| 91           | 4                | «Aerosmith»                      | Joey Kramer & Brad Whitford                 | George Lynch    | 1 de septiembre de 2012  |
| 92           | 5                | «King Diamond & Mark Tremonti»   | King Diamond & Mark Tremonti                | Doug Aldrich    | 8 de septiembre de 2012  |
| 93           | 6                | «Sammy Hagar & Michael Anthony»  | Sammy Hagar & Michael Anthony               | John 5          | 15 de septiembre de 2012 |
| 94           | 7                | «Steve Harris»                   | Steve Harris                                | John 5          | 22 de septiembre de 2012 |
| 95           | 8                | «Heart & Lita Ford»              | Ann Wilson, Nancy Wilson & Lita Ford        | Doug Aldrich    | 29 de septiembre de 2012 |

### Temporada 12: 2013
| N.º en serie | N.º en temporada | Título                            | Invitado/s                                       | Músico invitado | Fecha de estreno    |
| ------------ | ---------------- | --------------------------------- | ------------------------------------------------ | --------------- | ------------------- |
| 96           | 1                | «Jason Newsted»                   | Jason Newsted                                    | Carmine Appice  | 1 de junio de 2013  |
| 97           | 2                | «Stone Sour»                      | Corey Taylor & Josh Rand                         | Richie Kotzen   | 8 de junio de 2013  |
| 98           | 3                | «Rex Brown & Sebastian Bach»      | Rex Brown & Sebastian Bach                       | Vinny Appice    | 15 de junio de 2013 |
| 99           | 4                | «Jake E. Lee & Rick Allen»        | Jake E. Lee & Rick Allen                         | Vinny Appice    | 22 de junio de 2013 |
| 100          | 5                | «Queensrÿche & Dave Mustaine»     | Scott Rockenfield, Todd La Torre & Dave Mustaine | Carmine Appice  | 29 de junio de 2013 |
| 101          | 6                | «Rob Zombie/John 5/Tom Keifer»    | Rob Zombie, John 5 & Tom Keifer                  | Richie Kotzen   | 6 de julio de 2013  |
| 102          | 7                | «Black Star Riders & Neil Fallon» | Scott Gorham, Ricky Warwick & Neil Fallon        | Jake E. Lee     | 13 de julio de 2013 |
| 103          | 8                | «Buck Dharma & Kix»               | Buck Dharma, Steve Whiteman & Brian Forsythe     | Jake E. Lee     | 20 de julio de 2013 |

### Temporada 13: 2014
| N.º en serie | N.º en temporada | Título                                | Invitado/s                                               | Músico invitado       | Fecha de estreno      |
| ------------ | ---------------- | ------------------------------------- | -------------------------------------------------------- | --------------------- | --------------------- |
| 104          | 1                | «M. Shadows & Zakk Wylde»             | M. Shadows & Zakk Wylde                                  | Jason Hook            | 18 de enero de 2014   |
| 105          | 2                | «Living Colour & Morgan Rose»         | Corey Glover, Vernon Reid & Morgan Rose                  | Joel Hoekstra         | 25 de enero de 2014   |
| 106          | 3                | «David Ellefson & Frank Bello»        | David Ellefson & Frank Bello                             | Ron "Bumblefoot" Thal | 1 de febrero de 2014  |
| 107          | 4                | «Ted Nugent»                          | Ted Nugent                                               | Gary Hoey             | 8 de febrero de 2014  |
| 108          | 5                | «Alter Bridge & Matt Nathanson»       | Mark Tremonti, Myles Kennedy & Matt Nathanson            | Steve Brown           | 15 de febrero de 2014 |
| 109          | 6                | «Lamb of God»                         | Randy Blythe & Chris Adler                               | Charlie Benante       | 22 de febrero de 2014 |
| 110          | 7                | «Mick Jones & Leslie West»            | Mick Jones & Leslie West                                 | Lita Ford             | 1 de marzo de 2014    |
| 111          | 8                | «Mick Mars»                           | Mick Mars                                                | Tom Keifer            | 8 de marzo de 2014    |
| 112          | 9                | «Dee Snider»                          | Dee Snider                                               | Chris Caffery         | 15 de marzo de 2014   |
| 113          | 10               | «Peter Criss»                         | Peter Criss                                              | Richard Christy       | 22 de marzo de 2014   |
| 114          | 11               | «The Winery Dogs & Vinnie Paul»       | Mike Portnoy, Richie Kotzen, Billy Sheehan & Vinnie Paul | Yngwie Malmsteen      | 29 de marzo de 2014   |
| 115          | 12               | «Joe Satriani/Artie Lange/Jim Breuer» | Joe Satriani, Artie Lange & Jim Breuer                   | Yngwie Malmsteen      | 5 de abril de 2014    |

### Temporada 14: 2015
| N.º en serie | N.º en temporada | Título                                     | Invitado                                                  | Músico invitado      | Fecha de estreno      |
| ------------ | ---------------- | ------------------------------------------ | --------------------------------------------------------- | -------------------- | --------------------- |
| 116          | 1                | «Geddy Lee»                                | Geddy Lee                                                 | John Petrucci        | 21 de febrero de 2015 |
| 117          | 2                | «Anthrax»                                  | Scott Ian, Charlie Benante & Frank Bello                  | Alex Skolnick        | 28 de febrero de 2015 |
| 118          | 3                | «Dave Lombardo & John 5»                   | Dave Lombardo & John 5                                    | John 5               | 7 de marzo de 2015    |
| 119          | 4                | «Marky Ramone/Darryl McDaniels/Gary Holt»  | Marky Ramone, Darryl McDaniels & Gary Holt                | Joel Hoekstra        | 14 de marzo de 2015   |
| 120          | 5                | «Jamey Jasta & Armored Saint»              | Jamey Jasta, John Bush & Joey Vera                        | Michael Angelo Batio | 21 de marzo de 2015   |
| 121          | 6                | «Mark Tremonti & Taylor Momsen»            | Mark Tremonti & Taylor Momsen                             | Frank Hannon         | 28 de marzo de 2015   |
| 122          | 7                | «Chris Jericho/Max Cavalera/Billy Corgan»  | Chris Jericho, Max Cavalera & Billy Corgan                | Rich Ward            | 4 de abril de 2015    |
| 123          | 8                | «Kerry King & Lzzy Hale»                   | Kerry King & Lzzy Hale                                    | Zakk Wylde           | 11 de abril de 2015   |
| 124          | 9                | «Kirk Hammett & Michael Schenker»          | Kirk Hammett & Michael Schenker                           | Damon Johnson        | 18 de abril de 2015   |
| 125          | 10               | «Ace Frehley & Mark Farner»                | Ace Frehley & Mark Farner                                 | Nita Strauss         | 25 de abril de 2015   |
| 126          | 11               | «Taime Downe/Mark Slaughter/Andy Biersack» | Taime Downe, Mark Slaughter & Andy Biersack               | Mike Orlando         | 2 de mayo de 2015     |
| 127          | 12               | «Bobby Blitz & Franki Banali»              | Bobby Blitz & Franki Banali más entrevista con Joe Elliot | Billy Sheehan        | 9 de mayo de 2015     |